# Otinotus obliquus
Otinotus obliquus är en insektsart som beskrevs av Ananthasubramanian och Taracad Narayanan Ananthakrishnan 1975. Otinotus obliquus ingår i släktet Otinotus och familjen hornstritar. Inga underarter finns listade i Catalogue of Life.